# Angela Milnerová

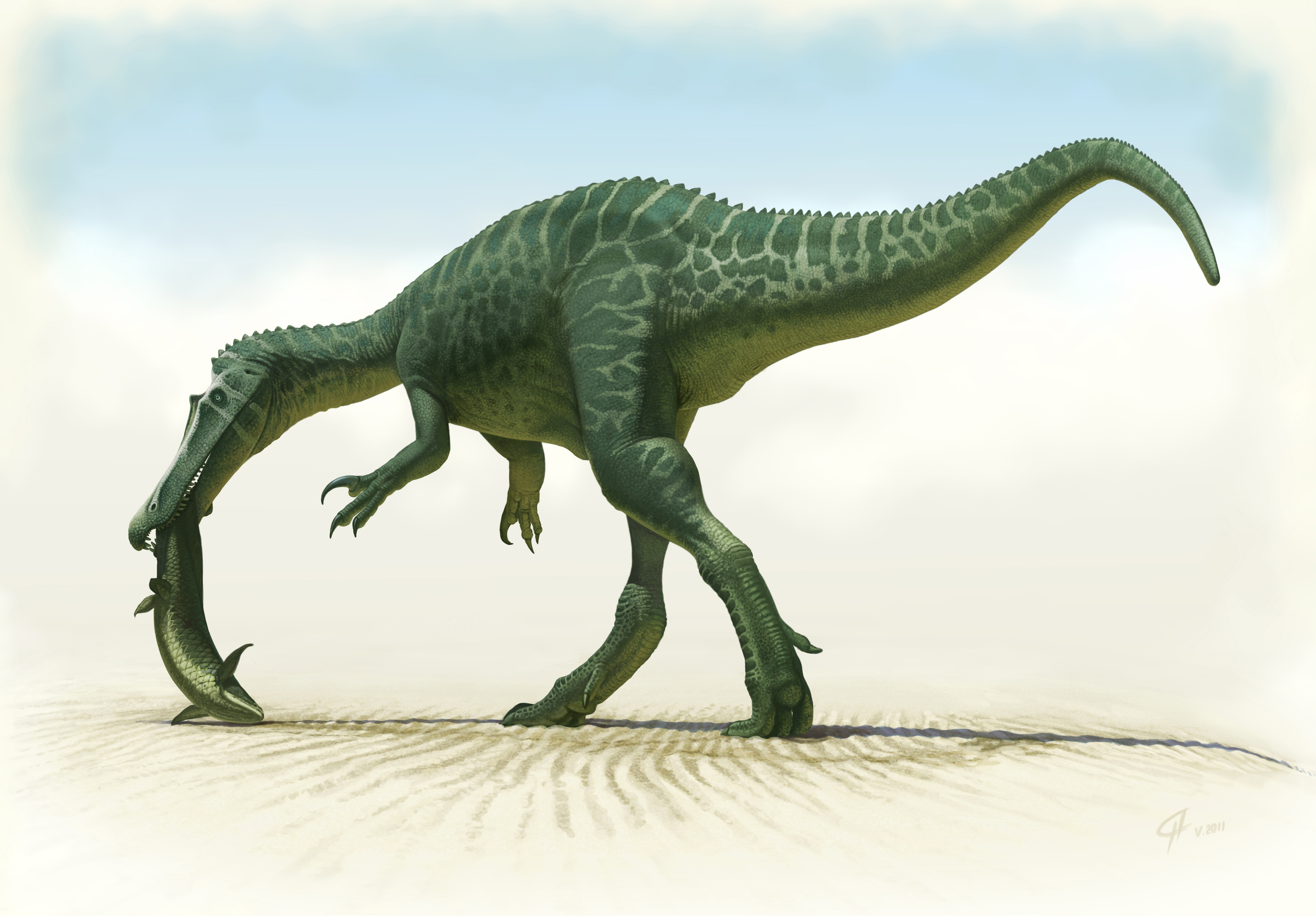
Obrazová rekonstrukce teropodního dinosaura rodu Baryonyx, na jehož popisu se podílela i Angela Milnerová.

Angela C. Milnerová (3. října 1947 – 13. srpna 2021) byla britská vertebrátní paleontoložka, zabývající se výzkumem pravěkých obratlovců (zejména obojživelníků a plazů, včetně druhohorních dinosaurů). Známá je zejména výzkumem spinosauridního teropoda druhu Baryonyx walkeri a dále výzkumem vývojově primitivních prvohorních čtvernožců. Profesně je úzce spojena s Britským přírodovědným muzeem v Londýně, kde působila od roku 1976 až do své smrti o 45 let později.
Angela Milnerová zemřela dne 13. srpna 2021 ve věku 73 let. V říjnu 2021 byl na její počest pojmenován nově objevený spinosauridní teropod druhu Riparovenator milnerae, objevený na ostrově Wight.